# ディック・トレイシー (アニメ)
ディック・トレイシー（The Dick Tracy Show）はアメリカ合衆国で1960年から1961年の間に放送された、チェスター・グールドの警察もの人気コミック「ディック・トレイシー」を原作とするテレビアニメ。ユナイテッド・プロダクションズ・オブ・アメリカ製作。全130話。
本作は1話5分程度の短編ギャグアニメであり、ディック・トレイシーを除く全ての登場人物（一部ブルドッグを含む）がカートゥーン調（漫画風）で描かれ、ギャングたちの悪事を食い止めて逮捕する様子が面白おかしく描かれる。
日本においては1962年にNET（日本教育テレビ）（現：テレビ朝日）系列で6月から12月までの毎週土曜日18:15 - 18:45に「まんが探偵局 ディック・トレイシー」として放送され、1991年にVHS、LDが発売された。この日本での放送にあたって、一部のキャラクターの名称が変更されている。

## 内容
作品は常に、警察署長から電話で事件捜査の指令を受けるディック・トレイシーの場面から始まる。次にトレイシーは、配下の警部らに腕時計型の通信機で連絡して出動させる。警部らも腕時計型通信機を持ち、指示を受けてギャングの根拠地や犯行現場に乗り込んで戦うが、その最中にトレイシーに捜査の進展状況の一報を入れる通信をするのが定番になっている。警部らは、「間もなく逮捕できる見込みです」と報告し、程なく悪人をやっつけ、そこへトレイシーが来て事件解決を確認、警部らの気の利いた締めの言葉で終了となる。まれにギャングが反撃しようとするが、現場に踏み込んだトレイシーが拳銃を構えて「それまでだ、動くな」と威嚇して鎮める。
同じ製作スタジオのアニメ作品『近眼のマグー』との組み合わせエピソードも存在する。
他にも1971年～1973年に放送された、『アーチーでなくちゃ!』のキャラが進行役を務めるアニメコンプレックス『まんがファニー』（日本では1974年4月～1975年3月に東京12チャンネルで放送）の中の1本として放送された（声優は変更）。

## 登場人物
声は左から原語版/吹替えTV放送時/VHS版。

### 警察官たち
ディック・トレイシー（Dick Tracy）
声 - エヴァレット・スローン/若山弦蔵/竹中直人
主人公。署長の命を受けて、4名の部下のどれかに連絡をとり現場に向かわせる。冒頭で部下に連絡する時、中盤で刑事たちが連絡を取る時と、事件が解決した時に現場を見に来るのみの登場なので出番は少ない。部下達からは「主任」とのみ呼ばれており階級は不明。常にソフト帽・背広にトレンチコート姿。実質的に物語の中心となって活躍するのは、以下に記す4名の警察官である。
ジム
トレイシーが現場に臨場する際に乗るパトカーの運転手。トレイシーに「パトカーを用意してくれ。出動だ」と呼ばれるのみで本人が登場することはない。
ジョー・ヤマダ警部（原語版ではジョー・ジツ［Jo Jitsu］）
声 - ベニー・ルビン/八奈見乗児/千葉繁
大きな黒縁眼鏡と出っ歯が特徴。時にこうもり傘を持って出動する。日系人で、時折「サヨナラ」など、日本語も話す。体は小さいがかなりの怪力を誇り、レスラー（悪人の一人）など自分の数倍の大きさの相手を片手で振り回し左右の地面に交互に叩き付けていた。八奈見乗児版ではその際「ごめんなさーい。」「許してねー。」「痛いでしょー？」等、事務的に声をかけていた。キャラクター造詣のモデルはアール・デア・ビガーズの小説に登場する中国系アメリカ人の警察官チャーリー・チャン警部である。なお、登場する時はドラの音が使われており、事件を解決して現場を去る時には、独特の抑揚を付けた「さよなーらー」という言葉を残す事もある。
ボヤキ警部（原語版ではヒープ・オケイロリー［Heap O`Calorie］）
声 - ジョニー・クーンズ、ポール・フリース/今西正男/古川登志夫
丸く大きな鼻と小太りが特徴。やる気の無さそうな話し方をする。
ゴーゴー・ゴメス警部（原語版ではマヌエル・ティフアナ・グアダラハーラ・タンピコ・ゴー・ゴー・ゴメス・ジュニア［Manuel Tijuana Guadalajara Tampico "Go-Go" Gomez, Jr.］）
声 - メル・ブランク（パイロット版）、ポール・フリーズ/杉浦宏策/上田敏也
ルーニー・テューンズのスピーディー・ゴンザレスのパロディであるメキシコ人キャラクター。浅黒い肌とちょび髭、ソンブレロをかぶってメキシコ風の服装をして、足が速い。会話の中にスペイン語を交える場合もある。
ブル巡査部長（原語版ではヘムロック・ホームズ［Hemlock Homes］）
声 - ジェリー・ホースナー/滝口順平/滝口順平
ブルドッグの警察犬で、2本足で歩き、言葉をしゃべる。他の警部に比べよくドジを踏んだり、ピンチに追い込まれることが多い。ボケチャッタブルズ（The Retouchables）という5人の人間の部下を持つが、彼らは間の抜けた一面も見られ、出動命令があるとブル巡査部長を置き去りにして自分たちだけでパトカーに乗ってとび出し、それをブル部長が追いかけるといった場面もある。
ニック
ボヤキ警部に情報を提供する浮浪者。しゃべる代わりにボンゴを叩いてコミュニケーションをとる。

### 悪人たち
このアニメ版では、敵はコンビで行動する。ごくまれに単独で登場する場合もある。
ジルバ（原語版ではストゥージ・ヴィラー［Stooge Viller］）
声 - ジェリー・ホースナー/梶哲也/石森達幸
茶色のスーツ、帽子に煙菅をくわえたギャング。
マンボ（原語版ではマンブルズ［Mumbles］）
声 - ジューン・フォーリー/杉浦宏策/亀山助清
ジルバの部下で金髪に黄色のスーツの男。唇が歪んでおり、ジルバ以外の人物には何を言っているか理解されない。
ホシガキー（原語版ではプルーンフェイス［Pruneface］）
声 - ベニー・ルビン/玉川良一/飯塚昭三
しわだらけの顔をした男。冷静で、警部が陣地に乗り込んで来ても驚かず、警部を攻撃してみせる。モデルはボリス・カーロフ。
ボリバリー（原語版ではイッチー［Itchy］）
声 - ジェリー・ホースナー/大塚周夫/竹中直人
黒縁眼鏡にたらこ唇の男。常に体を掻いており、行動を共にしているホシガキーから常にやめるように言われている。
フラッパー（原語版ではフラットトップ［Flattop］）
声 - メル・ブランク、ポール・フリース/小宮山清/納谷六朗
頭頂部が平べったく、白い肌の男。主にロンパリーと行動する。モデルはピーター・ローレ。
ロンパリー（原語版ではビービーアイズ［B.B.Eyes］）
声 - ポール・フリース、ジェリー・ホースナー、メル・ブランク/大塚周夫/荒川太郎
目が吊り上っている以外はジルバに酷似しているが、目を大きく開き瞳をパチンコ玉のように転がす場面がある。「ロンパリ」という語は、斜視の俗称として用いられていた。モデルはエドワード・G・ロビンソン。
コッペ（原語版ではザ・ブロウ［The Brow］）
声 - ジェリー・ホースナー/小宮山清/加藤精三
葉巻をくわえ、頭頂部にしわがある男。モップを部下に持つ。モデルはジェームズ・キャグニー。
モップ（原語版ではウードルズ［Oodles］）
声 - ジェリー・ホースナー/玉川良一/梅津秀行
体が青白く長髪で口しか見えない。
ダンディー（原語版ではスケッチ・パリー［Sketch Paree］）
声 - ベニー・ルビン/梶哲也/緒方賢一
モーニングを着た悪党。
レスラー（原語版ではザ・モール［The Mole］）
声 - ジェリー・ホースナー/立壁和也/龍田直樹
ダンディーの部下。太めで背が低い。ダンディーが正装なのに対し彼は普段着のような格好で行動する。
ペテン師ガンスモーク （Cheater Gunsmoke）
声 - 不明
顔を葉巻の煙で覆い隠した男。その煙は水をかぶろうが晴れることはない。彼は単独で行動する。

## 各話リスト

### 本放送版
- 海底の盗賊（1962年7月7日）
- 狙われた夜間預金（1964年7月1日[4]）

### ビデオ版
出典
第1巻
1. ヘリコプター大追跡の巻
2. 贈り物でビックリ!?の巻
3. 合言葉はミイラの巻
4. 雪仕事の巻
5. わくわく赤図巾ちゃんの巻
6. 100円玉強盗の巻
7. 象誘拐事件の巻
8. 走れ! ゴメス警部の巻
9. 牛ドロボウの巻

第2巻
1. ドロボウさんいらっしゃい! の巻
2. 現金(ゲンナマ)はいずこ? の巻
3. 真珠泥棒の巻
4. メス湖のメッシーの巻
5. ノミサーカスの巻
6. 銀行強盗作戦の巻
7. ズッコケ! チャンピオンの巻
8. ホテル大騒動の巻
9. 大脱走の巻

第3巻
1. 玉ねぎ爆弾の巻
2. 恐怖の2人組の巻
3. 宝石狂の巻
4. 大爆発の巻
5. パープルボーイの巻
6. チック，タック，ショックの巻
7. インチキカジノの巻
8. 風車小屋犯罪計画の巻
9. バナナの秘密の巻

第4巻
1. 狙われたチャンピオンネコの巻
2. ボヤキ警部対戦車の巻
3. カキ泥棒の巻
4. ディック・トレーシー誘拐事件の巻
5. オトリ捜査の巻
6. レーサーを追いかけろ! の巻
7. モノマネ強盗の巻
8. タイヤパニックの巻

第5巻
1. お金の素性の巻
2. 雪男の巻
3. 危機一髪の巻
4. 悪の写真台帳の巻
5. インチキ農夫の巻
6. 頭脳ゲームの巻
7. トリごっこの巻
8. カモノハシ事件の巻
9. 台所のイカサマ師の巻